# Haniel
Pour les articles homonymes, voir Haniel (homonymie).
 (juillet 2024).
Haniel, également connu sous le nom de Annaël, est un des sept Anges de la Création, dans la tradition et l'angélologie juive.
Il appartient à la hiérarchie des Archanges. Haniel est en lien avec le vendredi, la planète Venus et la séphira Netzach. Il s’occupe des humains sur le plan sentimental et sexuel. Il est le gouverneur de la seconde terre et est responsable des personnes venant de la première.
Haniel est souvent apparenté à l’émeraude et associé à la rose (symbole des qualités de la beauté). Il est la plupart du temps représenté sous une forme androgyne avec de large ailes grises. Il revêt une robe vert émeraude et porte une lanterne brune. Il est mentionné dans la Bible en Nombres 34:23 et en 1 Chroniques 7:39